# Champigny Centre (métro de Paris)
Champigny Centre est une future station de la ligne 15 du métro de Paris, qui fait partie du Grand Paris Express.

## Station
La station est située près de l'intersection de la route départementale RD4, constituée par l’avenue Roger-Salengro, à l'ouest, et la rue Jean-Jaurès, à l'est, et de la rue du Cimetière, un peu à l'ouest des voies ferrées marchandises de la Grande Ceinture de Paris. Après sa mise en service, envisagée pour 2026, elle desservira les quartiers du Maroc, le centre-ville et le Plant ainsi que les bords de Marne de Champigny-sur-Marne.
Les quais seront implantés à une profondeur de 21 mètres. Deux stations parallèles seront construites. La station sud, envisagée pour 2026 lors de l'ouverture de la section sud de la ligne 15, sera une station de passage pour les trains à destination ou en provenance de la station Noisy - Champs. Quant à la station nord, qui devrait ouvrir en 2030, elle servira à la fois comme station de passage pour les missions circulaires et comme station terminus. La « boîte » la contenant sera édifiée en même temps que la station sud.
La conception de la station est confiée à l'agence d'architecture Brunet Saunier Architecture.
L'artiste contemporain, peintre et sculpteur italien Michelangelo Pistoletto conçoit une œuvre artistique pour la station Champigny Centre en coordination avec l'architecte Thomas Richez,. L'installation lumineuse est composée de lettres de néons colorés qui forment la phrase « Aimer les différences » en 16 langues.
La station comportera également sur ses quais une fresque de Kevin Lucbert.

## Architecture
À l'intérieur, sur tous les murs, la station reprendra la pierre de meulière caractéristique des maisons du bord de Marne et du pont ferroviaire auquel se trouve adossée la station. Un grand plafond en forme de nappe métallique qui semble s'écouler évoquera également la Marne,. Une tour sera construite au-dessus de la station à l'ouest du viaduc ferroviaire, comme un signal.

## Correspondances
Lorsque la ligne 15 sera achevée à l'horizon 2031, la station sera en correspondance avec elle-même, étant station de passage de la ligne 15 sud et le terminus de sa branche est.

## Construction
L’entreprise Systra et le cabinet d’architectes Richez Associés ont été choisis pour l'ingénierie et l'architecture de cette station. Cette section de la ligne 15 a été déclarée d'utilité publique le 24 décembre 2014. Les travaux préparatoires se sont déroulés d’avril 2015 à fin 2016. La construction de la boîte station commencera en mars 2018 et le creusement de l'espace intérieur en mai 2018. La construction de l'émergence de la station doit commencer en avril 2020 pour une mise en service de la section sud de la ligne 15 en 2026. L'ouverture des quais de la section est de la ligne 15 est prévue à l'horizon 2032.
La station est construite à l'emplacement de l'ancien centre technique de la ville. Le terrain nécessaire a été acquis par la Société du Grand Paris à la fin de 2012 pour 4 M€. La construction de la station et de l'ouvrage d'entonnement situé un peu plus à l'ouest nécessite plusieurs acquisitions ou expropriations, notamment avenue Roger-Salengro.
Les travaux ont commencé à la mi-avril 2015,. Le ripage du pont-rail de la station sous les voies de la Grande Ceinture intervient du 23 au 27 janvier 2017.
Le génie civil de la station est confié à un groupement d’entreprises constitué d’Eiffage Génie civil SAS, en qualité de mandataire, et de Razel-Bec SAS.
La gare Champigny Centre est un chantier complexe qui nécessite une triple construction souterraine : celle des boîtes gare des lignes 15 Sud et 15 Est et une zone de correspondances entre les deux lignes : la boîte d’échanges. Pour maintenir la circulation avenue Roger-Salengro, ces chantiers avancent en parallèle avec des méthodes et à des rythmes différents. Après avoir creusé l’espace intérieur des trois boîtes, les compagnons ont réalisé leurs sols, aussi appelé radiers, situés à 23 mètres de profondeur. Tandis que sous terre les nouveaux souterrains sont construits sur la boite 15 Sud, en surface le bâtiment qui accueillera les voyageurs sort également de terre.
Dans le tunnel, les rails sont posés depuis septembre 2024 et la pose des façades de quais et des caténaires a démarré. Les locaux techniques nécessaires au système de transport sont achevés et s’apprêtent à accueillir les premiers matériels. Les travaux de revêtement définitifs des sols et d’habillage des murs ont débuté en mai et se poursuivront tout au long de l’année. La pose des 5 ascenseurs a également commencé et les 13 escaliers mécaniques seront installés d'ici la fin de l'année 2024.
Sur le tronçon Est de la ligne 15, les derniers travaux préparatoires sont en cours dans le quartier du Plant, au niveau de la Place Jean-Baptiste Clément qui, après Salengro, accueillera le second ouvrage d’entonnement de la ville de Champigny.
La station est initialement dénommée par son nom de projet Champigny-Centre. Le nom officiel de la station a été défini à travers une consultation publique qui a eu lieu du 28 novembre au 12 décembre 2022 parmi deux propositions : Champigny Centre, et Champigny – La Plage.